# Oude Kerk (Ede)

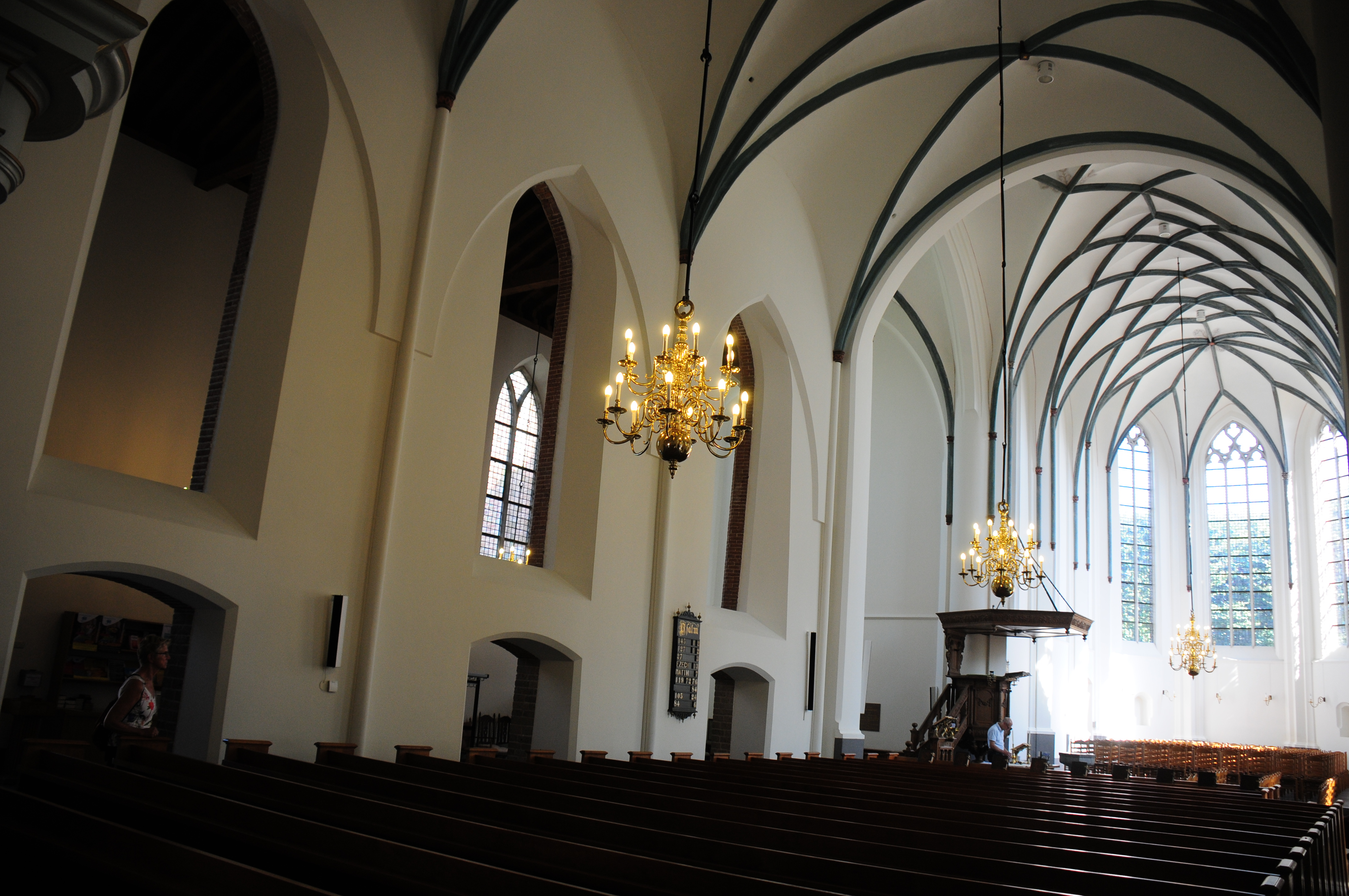
Interieur richting het oosten

De Oude Kerk in Ede is eigendom van de Hervormde Gemeente van Ede (PKN) en wordt op zon- en christelijke feestdagen gebruikt voor kerkdiensten. Daarnaast worden er in de kerk regelmatig orgelconcerten en kooruitvoeringen georganiseerd.
De toren is eigendom van de gemeente Ede.

## Geschiedenis
De kerk vindt haar oorsprong omstreeks 1200 in een kleine stenen hallenkerk. Vermoedelijk heeft daarvoor op dezelfde plek een houten kerkje gestaan. De toren dateert uit de 14e eeuw en een deel van het huidige gebouw van omstreeks 1470.
In de 14e eeuw werd het 'schip’ verlengd en werd de huidige toren gebouwd. Als gevolg van oorlogshandelingen werd de kerk in 1421 verwoest. Bij de herbouw verrees het koor zoals dat er nu nog is. De kerk was gewijd aan Johannes Baptist. (Johannes de Doper)
In 1635 sloeg de bliksem in de toren, die helemaal uitbrandde. De spits viel op het kerkdak, dat voor een groot deel werd verwoest. Daarna duurde het jaren voordat alles was hersteld. In 1643 begon men met het aanbrengen van de huidige gewelven in het schip en zuidelijke zijbeuk. Een oude romaanse zijmuur aan de noordzijde is nog in zijn oorspronkelijke staat bewaard gebleven. Of de kerk aan deze kant een zijbeuk heeft gehad is niet duidelijk. Bijzonder is de grote omvang van de kerk, Ede was in die tijd namelijk maar een klein dorpje.
De grotendeels in tufsteen opgetrokken onderbouw van de kerktoren dateert waarschijnlijk uit de 15e eeuw; in de 17e eeuw is hij verhoogd met baksteen. Aan de twee voorgevelhoeken van de toren herinneren bewerkte consoles en kroontjes aan de tijd van voor de reformatie. Voor de beeldenstorm droegen zij de beelden van Johannes de Doper en Sint Barbara.
In 1946 is een plaquette op de toren aangebracht ter nagedachtenis aan de Tweede Wereldoorlog.

## Restauratie
Van 1963 tot 1967 onderging de kerk een grote restauratie en heeft toen een symmetrische vorm (terug)gekregen door het bouwen van een noorder zijbeuk. Bovendien werd het kleine torentje op de kruising van het middenschip en het dwarsschip weer in ere hersteld. In 1994 vond er weer een restauratie plaats. Onder andere de gewelven en wanden werden hersteld. In 2007 werden de wijzerplaten op de toren vernieuwd. In 2008 is het kerkplein gerenoveerd. De muurtjes rond het kerkplein zijn verdwenen en het grint heeft plaats gemaakt voor bestrating en beplanting. De beelden van de 12 apostelen, die eerder van de muurtjes waren verwijderd, zijn weer teruggeplaatst.
In 2009 werd besloten de kapotte vloerverwarming te vervangen. Omdat er tevens asbest werd verwijderd, werd de kerk voor 4 maanden gesloten. De kerkdiensten werden gedurende deze periode gehouden in de Bethelkerk in Ede-Zuid. Ook werd van de gelegenheid gebruikgemaakt om groot onderhoud aan het orgel te plegen. De traditionele orgelconcerten werden verplaatst naar de Nieuwe Kerk.

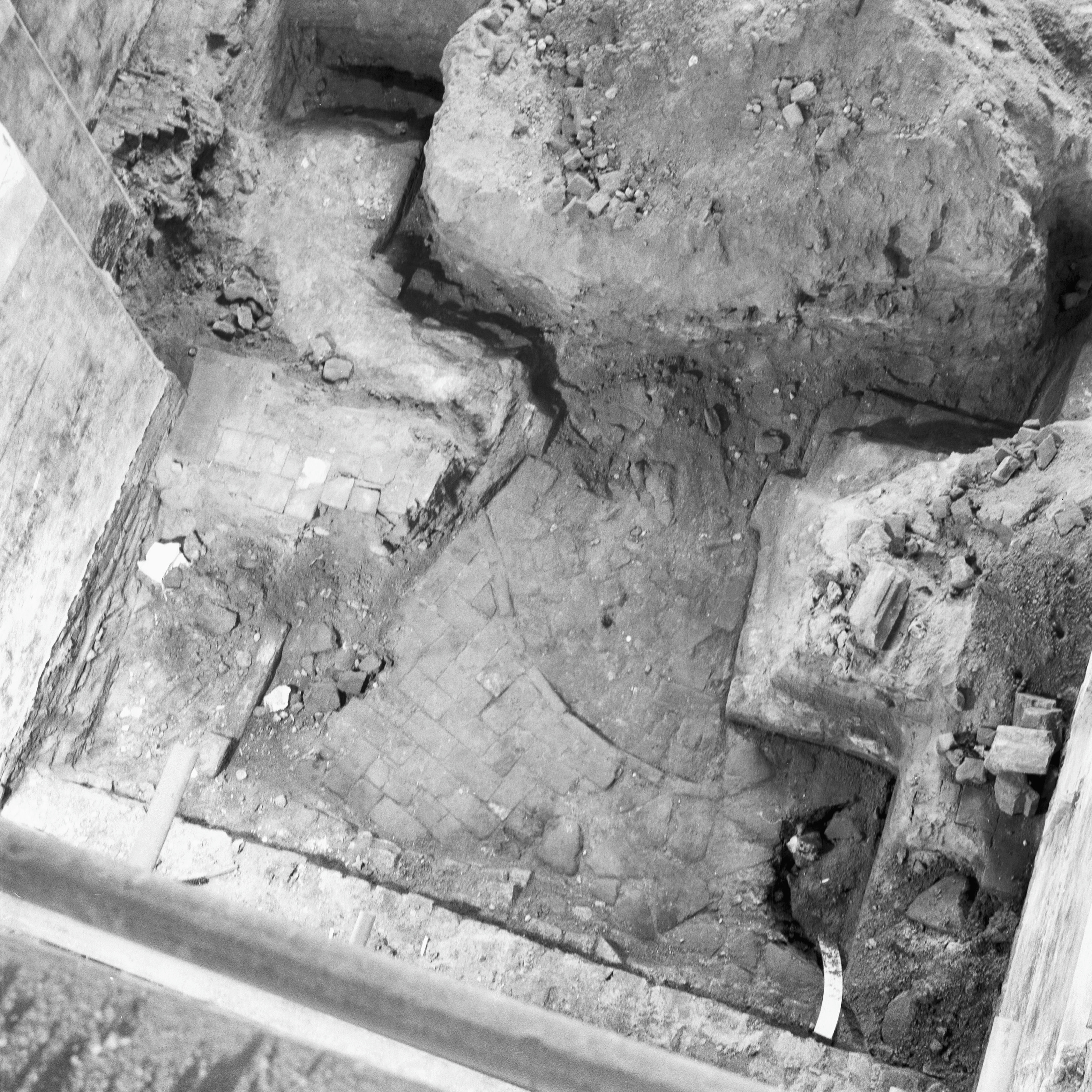
Fundering van een romaanse toren
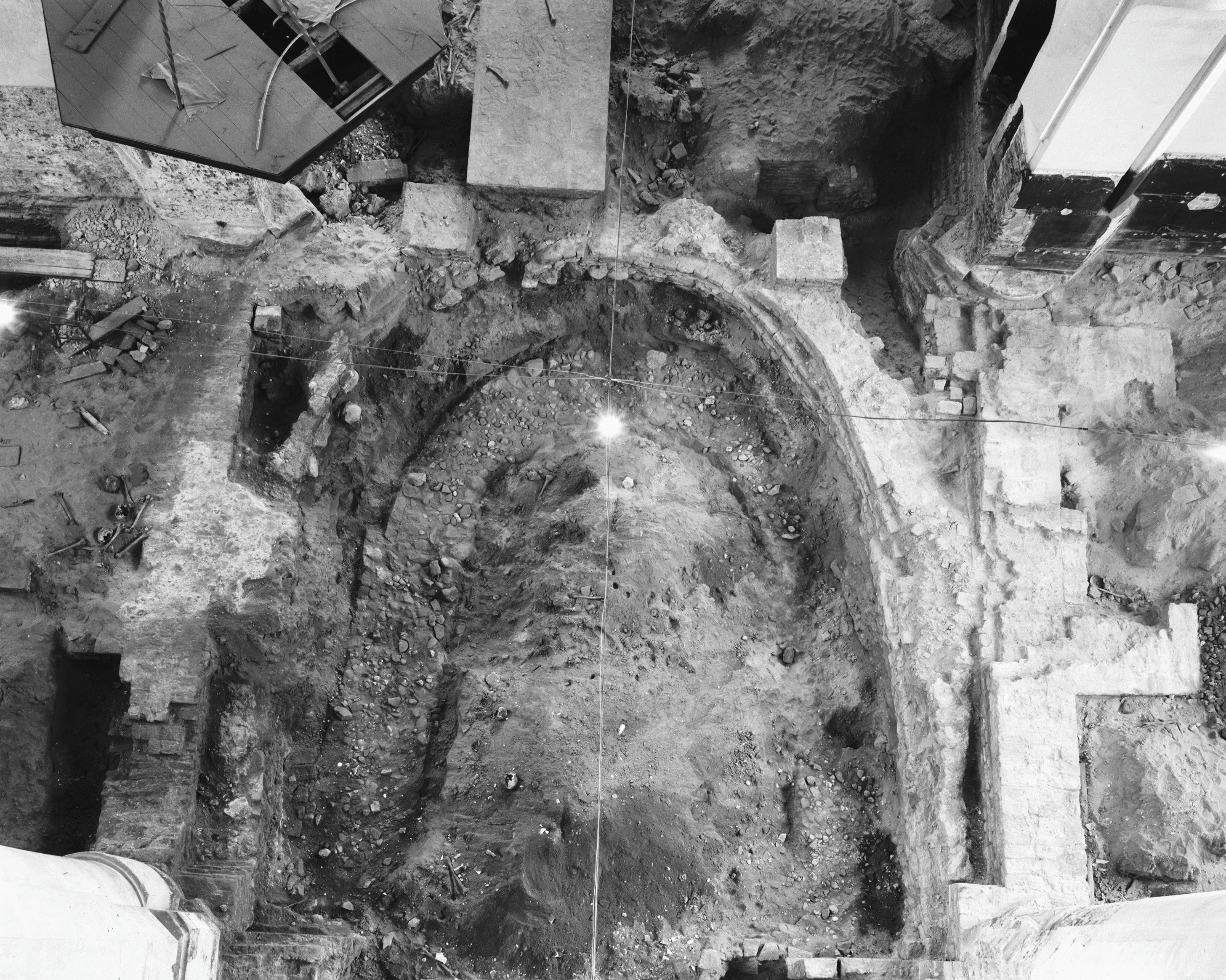
Fundament van een voormalig koor tijdens de restauratie van 1963-1967
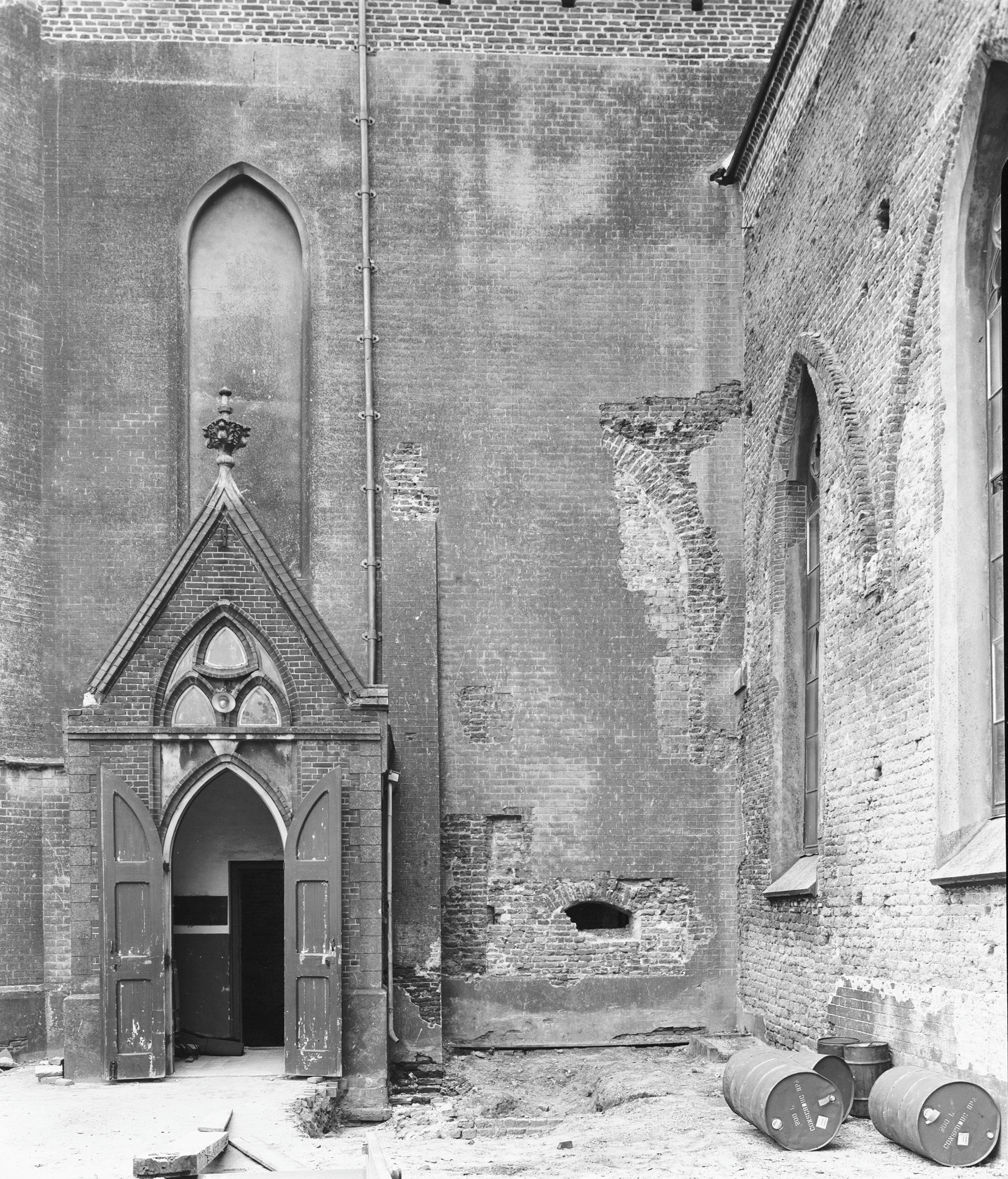
Plaats waar in 1963-1967 de noorder zijbeuk is gebouwd.

## Interieur
Tot in de 19e eeuw was het gebruikelijk dat vooraanstaande inwoners van de gemeente in de kerk werden begraven. Hiervan getuigen nog de 37 grafstenen die in de kerk te vinden zijn. De oudste steen dateert uit de 15e eeuw. De laatste persoon die in de Oude Kerk werd begraven was Schout van Meurs in 1822. De graven zijn bij de restauratie in de jaren 60 geruimd, waarbij ook de stenen, die zich her en der in de kerk bevonden, bij elkaar zijn gelegd.
In de kerk is ook een uit eikenhout gesneden preekstoel uit 1674.

### Orgel
Het orgel is in 1877 gebouwd door de firma Van Dam uit Leeuwarden voor de Hervormde Kerk in Nieuwe Niedorp en in 1967 verplaatst naar Ede. Hier werd het gerestaureerd en uitgebreid door de firma Pels. Adviseur hierbij was de bekende Nederlandse organist Feike Asma. In 2020/2021 werd het orgel gerenoveerd door Van Vulpen.

### Carillon
Sinds 1987 is in de toren ook een carillon aanwezig, dat in eerste instantie bestond uit 47 klokken, waaronder de drie reeds aanwezige luidklokken. Aangezien niet alle beschikbare muziek op het instrument kon worden gespeeld werd in 1998 besloten nog twee grote en twee kleine klokken, gestemd in bes en es, toe te voegen. In 2000 was de completering een feit en sindsdien bestaat het instrument uit 51 klokken. De beiaardier is Boudewijn Zwart. Eerder was ook Henry Groen stadsbeiaardier van Ede.

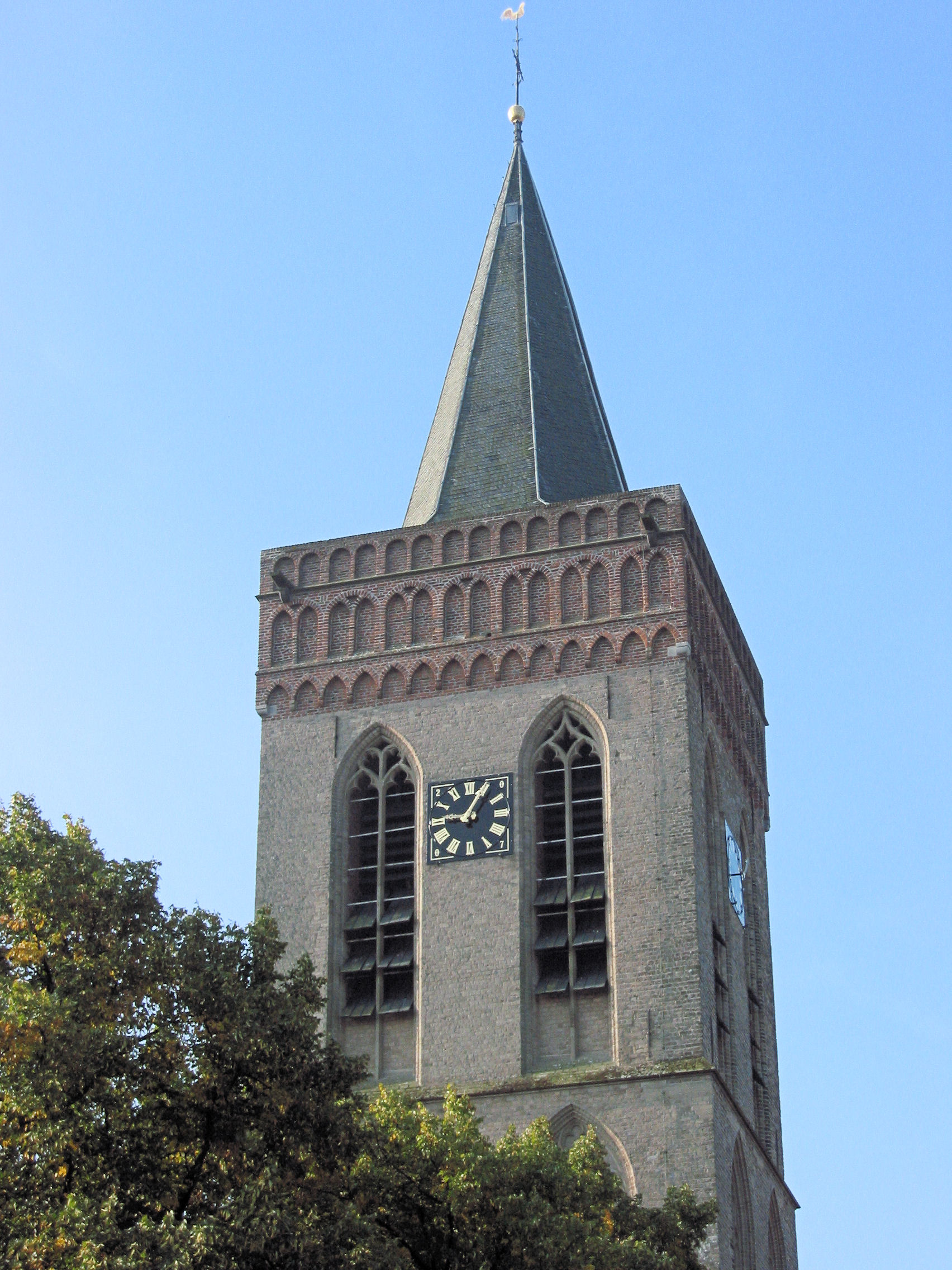
Kerktoren. De wijzerplaten zijn uit 2007
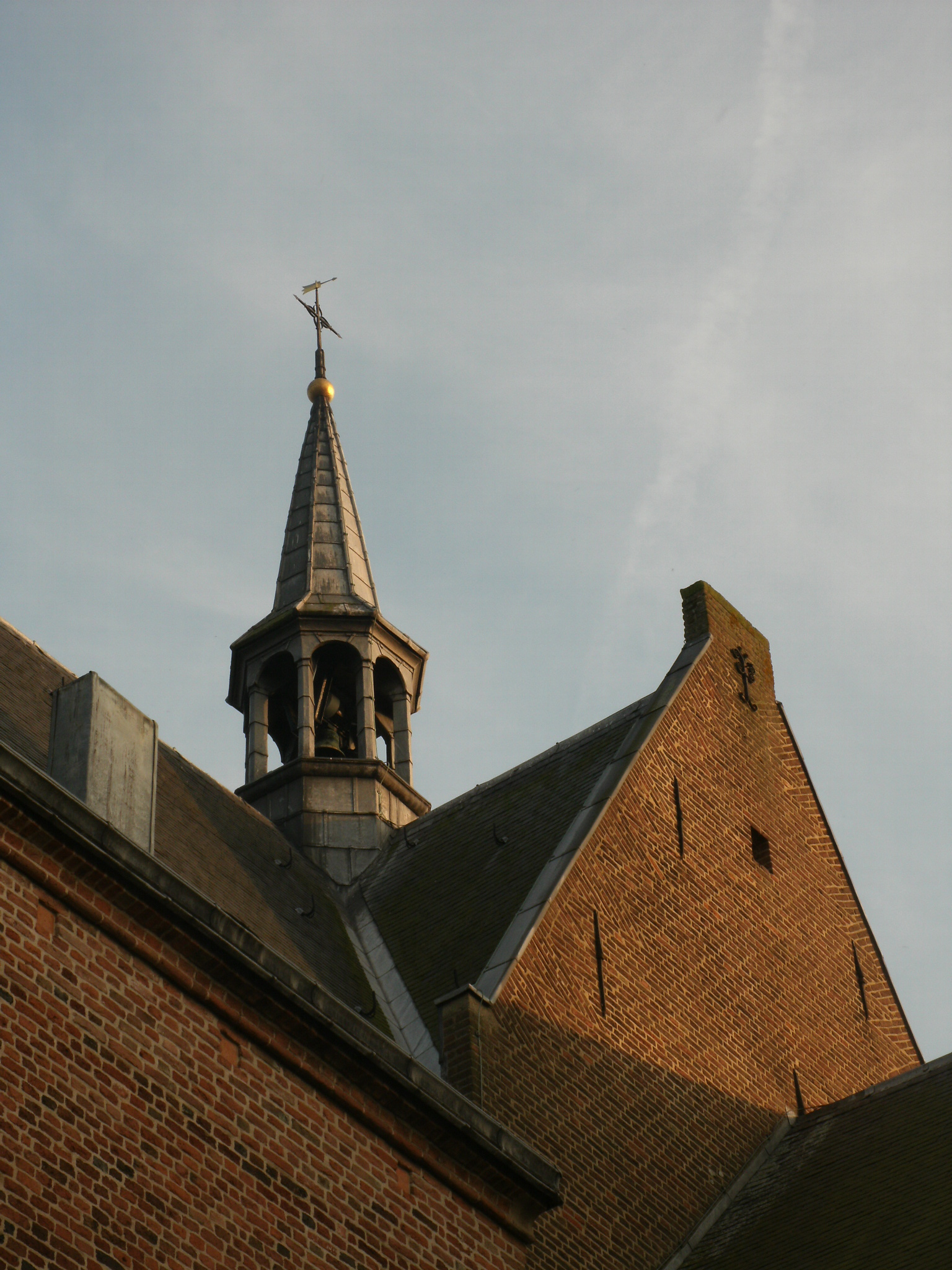
Het zogenaamde Cleyne Toorntje
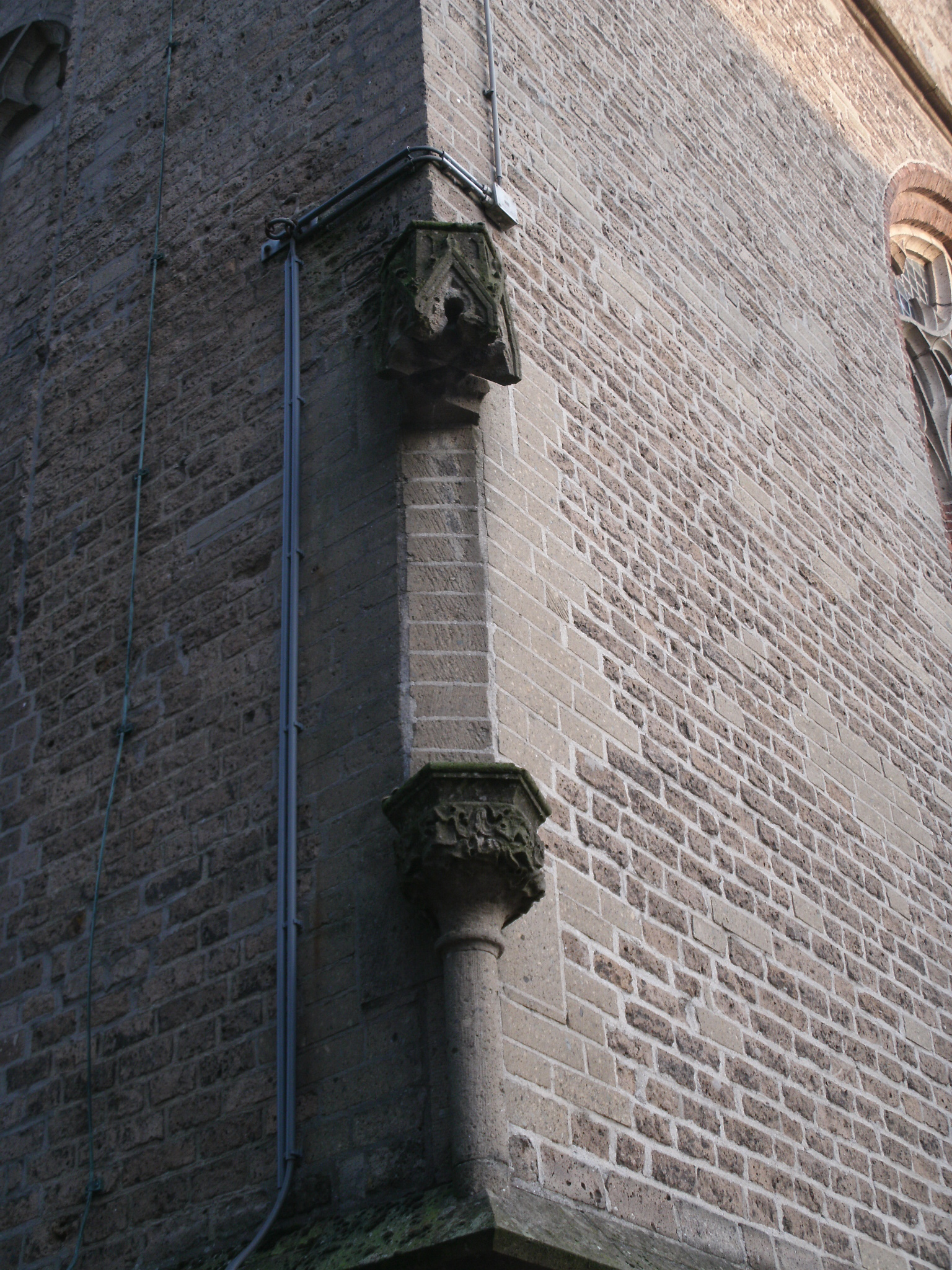
Lege console aan de toren
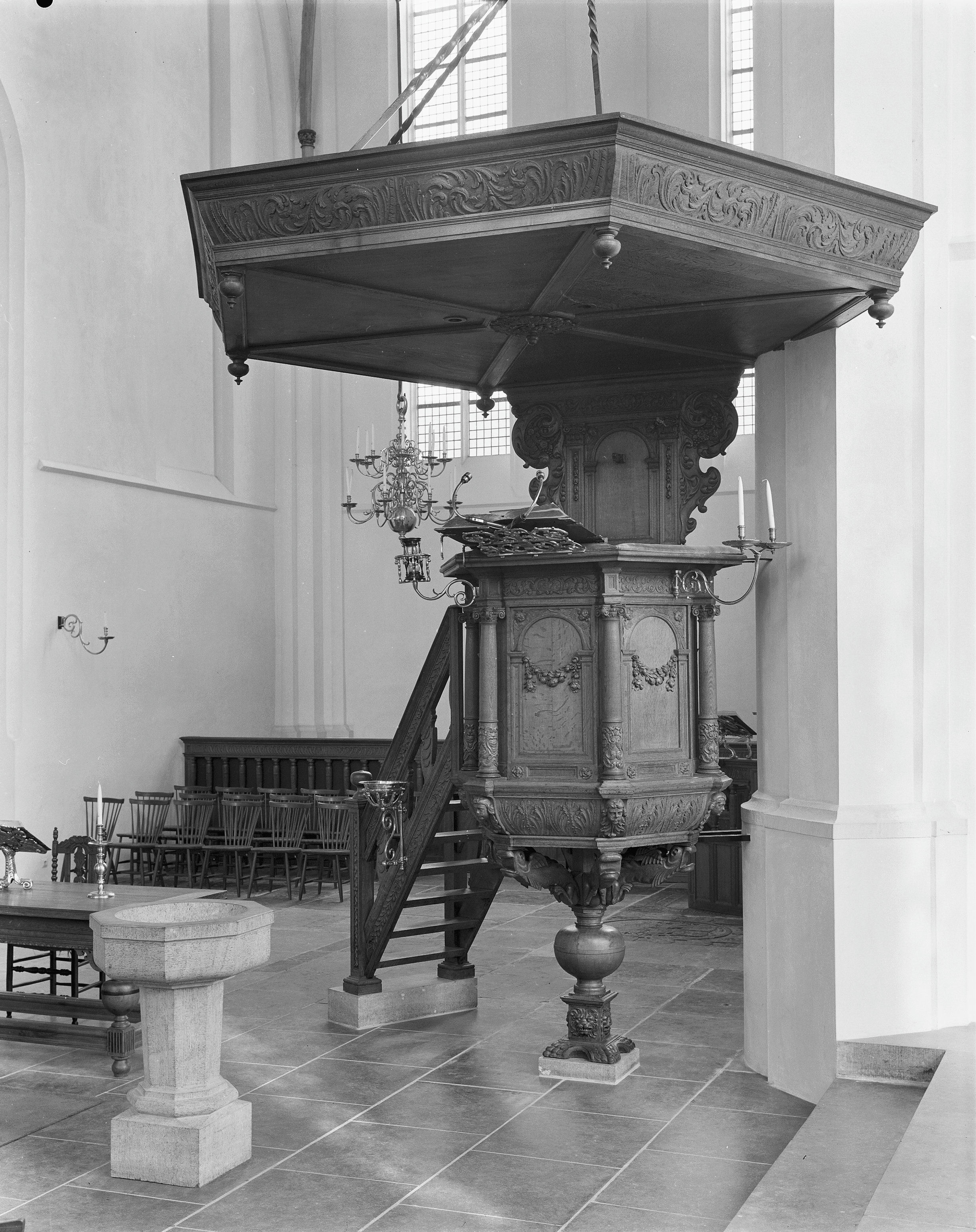
Preekstoel
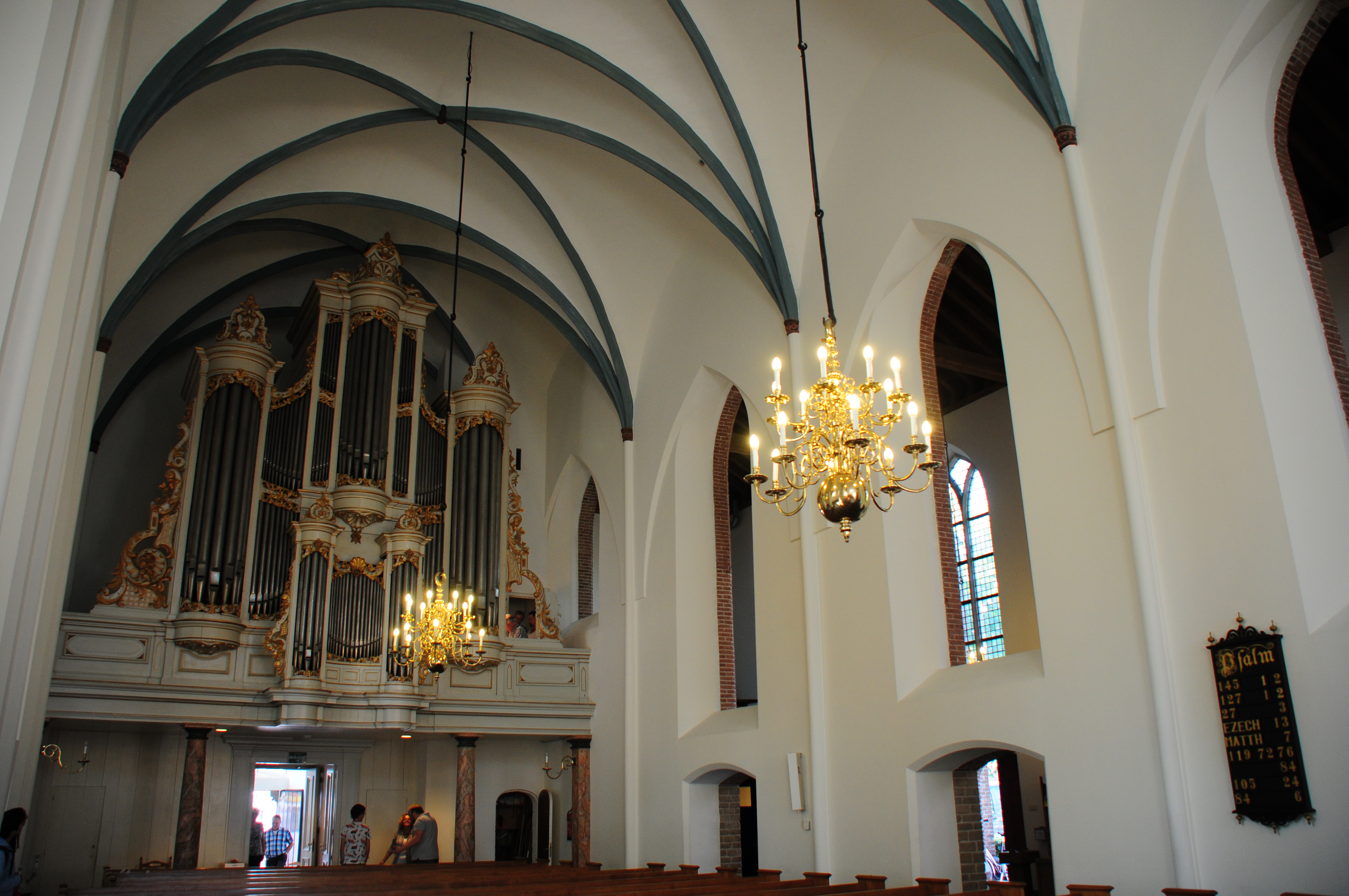
Interieur naar het westen